# نووایوانوفکا (شهرستان داولکانوفسکی، باشقیرستان)
نووایوانوفکا (انگلیسی: Novoivanovka, Davlekanovsky District, Republic of Bashkortostan) یک شهرک در شهرستان داولکانوفسکی در استان باشقیرستان کشور روسیه است.